# Châu Thành, Kiên Giang
Châu Thành là một huyện thuộc tỉnh Kiên Giang, Việt Nam.

## Địa lý
Huyện Châu Thành nằm ở trung tâm tỉnh Kiên Giang, có vị trí địa lý:
- Phía tây giáp thành phố Rạch Giá
- Phía bắc giáp huyện Tân Hiệp
- Phía nam giáp huyện An Biên và huyện Giồng Riềng
- Phía đông giáp huyện Gò Quao.

Huyện Châu Thành có diện tích 285,44 km², dân số năm 2020 là 161.230 người, mật độ dân số đạt 565 người/km².
Đây là địa phương có đường cao tốc Lộ Tẻ - Rạch Sỏi đi qua đã được đưa vào khai thác.

## Hành chính
Huyện Châu Thành có 10 đơn vị hành chính cấp xã trực thuộc, bao gồm thị trấn Minh Lương (huyện lỵ) và 9 xã: Bình An, Giục Tượng, Minh Hòa, Mong Thọ, Mong Thọ A, Mong Thọ B, Thạnh Lộc, Vĩnh Hòa Hiệp, Vĩnh Hòa Phú.
Bản đồ hành chính huyện Châu Thành, tỉnh Kiên Giang
| Đơn vị hành chính cấp xã  | Thị trấn Minh Lương | Xã Mong Thọ A | Xã Mong Thọ B | Xã Mong Thọ | Xã Giục Tượng | Xã Vĩnh Hòa Hiệp | Xã Vĩnh Hòa Phú | Xã Minh Hòa | Xã Bình An | Xã Thạnh Lộc |
| ------------------------- | ------------------- | ------------- | ------------- | ----------- | ------------- | ---------------- | --------------- | ----------- | ---------- | ------------ |
| Diện tích (km²)           | 19,18               | 35,36         | 20,37         | 15,10       | 41,34         | 16,25            | 23,87           | 47,18       | 33,45      | 33,51        |
| Dân số (người)            | 22.838              | 9.937         | 14.267        | 8.145       | 16.619        | 17.797           | 14.522          | 20.195      | 20.172     | 16.738       |
| Mật độ dân số (người/km²) | 1.191               | 281           | 700           | 539         | 402           | 1.095            | 608             | 428         | 603        | 500          |
| Số đơn vị hành chính      | 5 khu phố           | 7 ấp          | 5 ấp          | 5 ấp        | 8 ấp          | 5 ấp             | 6 ấp            | 10 ấp       | 9 ấp       | 7 ấp         |

## Hình ảnh

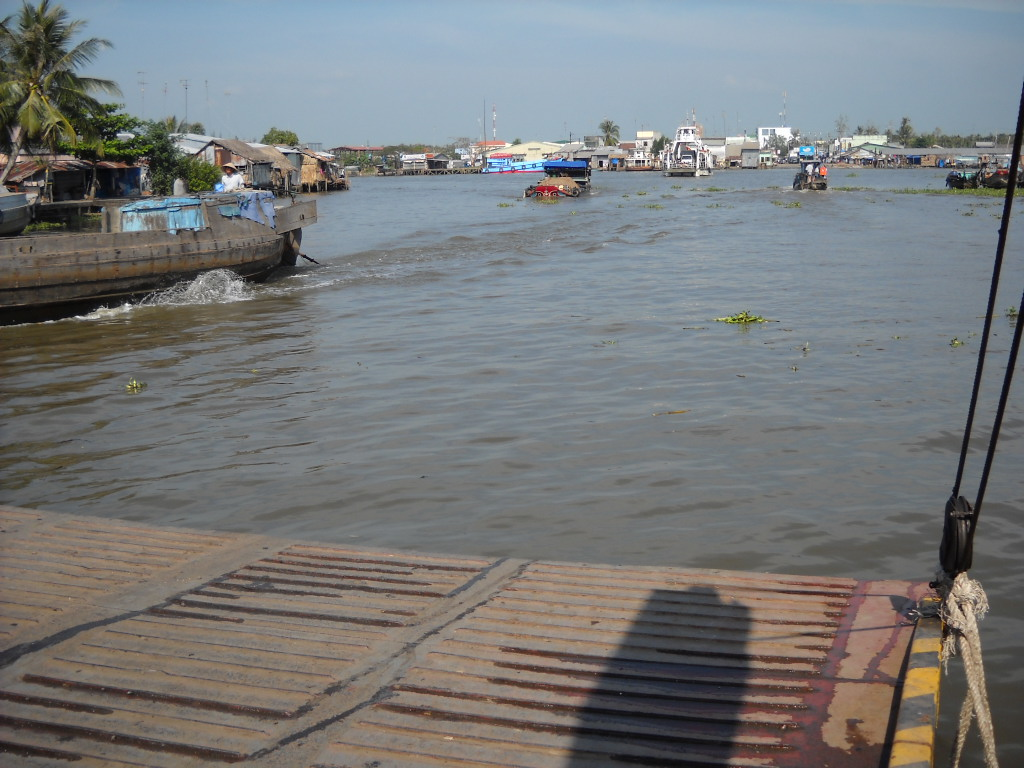
Phà Tắc Cậu, An Biên đi Châu Thành - Rạch Giá
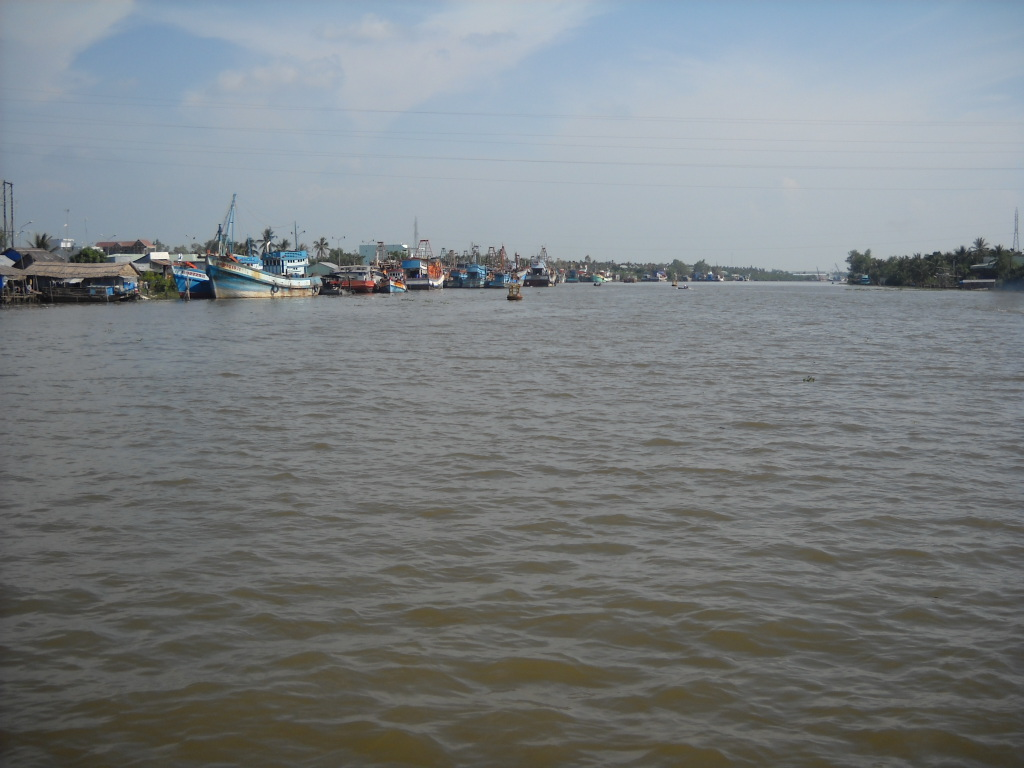
Sông Cái Bé, đoạn Châu Thành, Kiên Giang

## Lịch sử